# Casa de los Siete Tejados
La Casa de los Siete Tejados (en inglés: House of the Seven Gables; también conocida como la casa de los Turner o la mansión de los Turner-Ingersoll) es una mansión colonial construida en 1668 en Salem, Massachusetts, EE. UU. Con sus 17 habitaciones y más de 700 metros cuadrados, constituye una de las mansiones más antiguas de América del Norte todavía en pie y es famosa por ser el escenario de la novela de Nathaniel Hawthorne La casa de los siete tejados. La casa de nacimiento de dicho escritor se encuentra adyacente. Su nombre hace referencia a los siete gabletes o aguilones (conocidos comúnmente como tejados) que rematan su tejado.
Se encuentra en el número 54 de Turner Street y en la actualidad es propiedad privada y se puede visitar mediante visitas guiadas.

## La casa de los siete tejados
La parte más antigua de la casa fue construida en 1668 por orden del capitán inglés John Turner y estuvo en poder de su familia por tres generaciones (propiedad de su hijo, John Turner II, y su nieto, John Turner III). Encarada al sur, hacia el puerto de Salem, tenía originalmente dos pisos y un tejado cruzado con una gran chimenea central. Esta parte más antigua forma actualmente la sección central de la casa; cuatro ventanas de la original planta baja se mantienen todavía en un muro lateral.
Varios años más tarde fue añadida una cocina anexa y en 1680, Turner amplió la casa hacia el sur, constituyendo la actual parte frontal. Esta nueva sección, cuyos techos son más altos que los de la original, consistía en un salón en la planta baja y un amplio dormitorio en la planta superior. Sus muros incorporaron ventanas con bisagras y un alero con modillones tallados y se cubrió con un tejado con tres gabletes.
En 1675 se añadió una nueva cocina en la parte norte (trasera) de la casa, posteriormente eliminada pero restaurada entre 1908 y 1910) y en 1692, John Turner II añadió una pequeña habitación junto a la cocina. Alrededor de 1725 remodeló la casa, acercándola al nuevo estilo georgiano con la colocación de un revestimiento de madera y de ventanas de guillotina. Estas reformas perduran en la actualidad.
Después de que John Turner III dilapidara la fortuna familiar, la casa fue adquirida por la familia Ingersoll, quienes la reformaron de nuevo, eliminando varios gabletes hasta solo quedar tres y construyendo algunos porches. Por aquel entonces, Nathaniel Hawthorne, de joven, frecuentaba mucho la casa, donde vivía su prima Susannah Ingersoll. Esta le refirió la historia de la casa, mencionando que había tenido siete gabletes o tejados, y le instó a escribir su libro La casa de los siete tejados.
En 1908, la casa fue comprada por Caroline O. Emmerton, fundadora de la House of Seven Gables Settlement Association, y entre 1908 y 1910 la mandó restaurar y la convirtió en un museo cuya tarifa de entrada era destinada a sufragar dicha asociación. El arquitecto bostoniano Joseph Everett Chandler supervisó la restauración, que, entre otras cosas, restituyó los gabletes perdidos. En algunas ocasiones, el rigor histórico fue desplazado por el interés de los visitantes en ver una casa tal y como Hawthorne la presentaba en su novela; así, por ejemplo, Emmerton añadió una pequeña tienda en la planta baja, aludiendo a la regentada por la ficticia Hepzibah Pyncheon. También se construyó una escalera secreta que conecta el fondo falso de un armario con el ático.
El 29 de marzo de 2007, la Casa de los Siete Tejados fue declarada Hito Histórico Nacional.

## Casa de nacimiento de Nathaniel Hawthorne

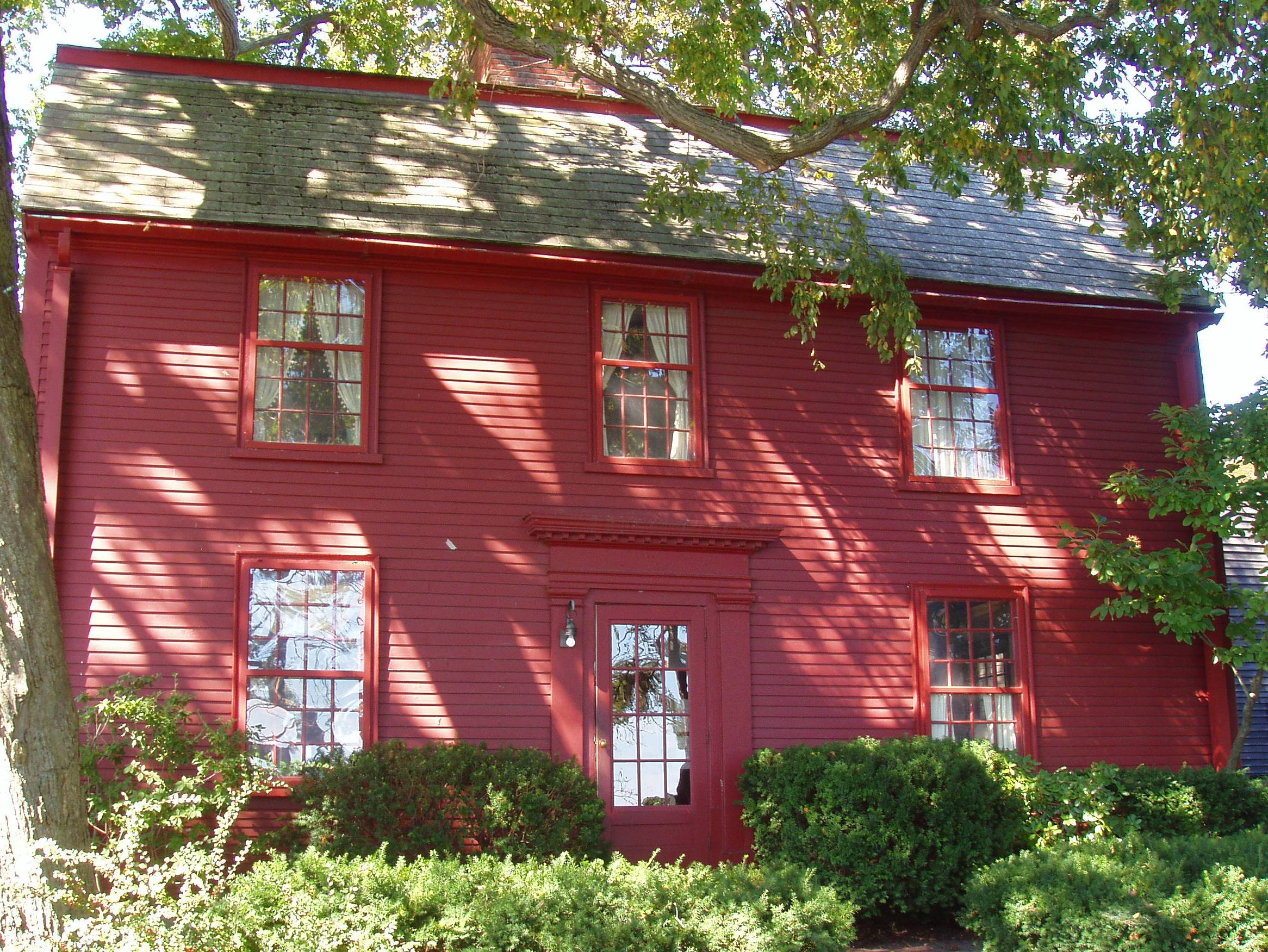
Casa de nacimiento de Nathaniel Hawthorne

Adyacente a la Casa de los Siete Tejados se encuentra el lugar de nacimiento de Nathaniel Hawthorne. La casa estaba situada originalmente en el número 27 de Union Street, pero fue trasladada a su localización actual en 1958. Actualmente es un museo que se visita por libre de manera conjunta a la Casa de los Siete Tejados.
Esta casa, de clase media, fue construida entre 1730 y 1745. Según el historiador Abbott Lowell Cummings, se hizo para Benjamin Pickman en un terreno transferido por su suegro Joseph Hardy, pudiendo haberse reutilizado materiales de la anterior casa de los Pickman, construida sobre el mismo terreno. Constituye un buen ejemplo de la arquitectura colonial de la época: tejado a dos aguas, chimenea central, escaleras frontales y traseras y puerta con pilastras y dintel. En la planta baja se encuentran la cocina a derecha y la habitación principal a la izquierda, mientras que la segunda alberga cuatro habitaciones, dos hacia la fachada y dos hacia la parte trasera. La mayor parte del interior se conserva en su estado inicial.
El abuelo de Hawthorne la adquirió en 1772 y éste nació en ella el 4 de julio de 1804, viviendo en ella hasta la edad de 4 años.